# Atheta nigra
Atheta nigra är en skalbaggsart som först beskrevs av Ernst Gustav Kraatz 1856.  Atheta nigra ingår i släktet Atheta, och familjen kortvingar. Arten är reproducerande i Sverige.